# DeMarcus Ware
Pro Football Hall of Fame 2023
(en) Statistiques sur pro-football-reference
DeMarcus Ware, né le 31 juillet 1982 à Auburn dans l'Alabama, est un joueur américain de football américain évoluant au poste de linebacker. Il est sélectionné au Pro Bowl en 2006 et 2007 et en All-Pro en 2007. Il détient actuellement le record du nombre de sacks de la franchise des Cowboys de Dallas.

## Biographie

### Carrière universitaire
Étudiant à l'université de Troy, il joua pour les Trojans de Troy de 2003 à 2004.

### Carrière professionnelle

#### Cowboys de Dallas
Il fut drafté à la 11e place (premier tour) en 2005 par les Cowboys de Dallas. Il s'adapte bien à la nouvelle défense 3-4 mise en place par l'entraîneur Bill Parcells.

#### Broncos de Denver
En 2014, il signe aux Broncos de Denver.

## Palmarès
- Pro Bowl: 2006-2012, 2014, 2015
- All-Pro: 2007-2009, 2011
- Vainqueur du Super Bowl 50